# إيفان غاشباروفيتش
إيفان غاشباروفيتش (Ivan Gašparovič)؛ (27 مارس 1941 -)، سياسي سلوفاكي وأستاذ قانون. وقد أصبح رئيسًا لدولة سلوفاكيا في 15 يونيو، 2004.

## روابط خارجية
- إيفان غاشباروفيتش على موقع الموسوعة البريطانية (الإنجليزية)
- إيفان غاشباروفيتش على موقع مونزينجر (الألمانية)